# Lori McNeil
Pour les articles homonymes, voir McNeil.
Lori McNeil (née le 18 décembre 1963 à San Diego en Californie) est une joueuse de tennis américaine, professionnelle de 1983 jusqu'au début des années 2000.
Elle parvient à se qualifier aux Masters à cinq reprises entre 1986 et 1992, réalisant l'exploit d'une victoire contre Graf au premier tour en 1992. Elle est seulement battue par Martina Navratilova en demi-finale.
En Grand Chelem, elle atteint à deux reprises les demi-finales en simple : à l'US Open en 1987 et à Wimbledon en 1994. En ces deux occasions, elle écarte tout d'abord l'ancienne numéro un mondiale et sextuple vainqueur du tournoi Chris Evert, puis à nouveau la tenante du titre et numéro un mondiale Steffi Graf.
Outre les championnes précitées, elle compte des victoires de prestige contre Gabriela Sabatini, Conchita Martinez, Lindsay Davenport ou Jennifer Capriati.
Joueuse inconstante, dotée d'un splendide jeu d'attaque au filet, elle a compté parmi les meilleures mondiales dans la seconde moitié des années 1980, remportant 43 tournois WTA pendant sa carrière, dont dix en simple. Elle est ainsi l'une des joueuses les plus titrées depuis le début des années 1970.
Lori McNeil a été la deuxième Afro-Américaine à se hisser au sein du top 10 mondial, après Zina Garrison et avant Chanda Rubin et les sœurs Williams.

## Palmarès

### Titres en simple dames
| No | Date       | Nom et lieu du tournoi                     | Catégorie | Dotation  | Surface         | Finaliste        | Score         |          |
| -- | ---------- | ------------------------------------------ | --------- | --------- | --------------- | ---------------- | ------------- | -------- |
| 1  | 15-09-1986 | Eckerd Open Largo, Tampa                   |           | 125 000 $ | Dur (ext.)      | Zina Garrison    | 2-6, 7-5, 6-2 | Parcours |
| 2  | 22-09-1986 | Virginia Slims of Tulsa, Tulsa             |           | 75 000 $  | Dur (ext.)      | Beth Herr        | 6-0, 6-1      | Parcours |
| 3  | 22-02-1988 | Virginia Slims of Oklahoma, Oklahoma City  | Tier V    | 100 000 $ | Moquette (int.) | Brenda Schultz   | 6-3, 6-2      | Parcours |
| 4  | 11-07-1988 | Virginia Slims of Newport, Newport (RI)    | Tier IV   | 200 000 $ | Gazon (ext.)    | Barbara Potter   | 6-4, 4-6, 6-3 | Parcours |
| 5  | 14-08-1989 | Virginia Slims of Albuquerque, Albuquerque | Tier V    | 100 000 $ | Dur (ext.)      | Elna Reinach     | 6-1, 6-3      | Parcours |
| 6  | 11-02-1991 | Colorado Classic, Aurora                   | Tier V    | 100 000 $ | Dur (int.)      | Manon Bollegraf  | 6-3, 6-4      | Parcours |
| 7  | 08-04-1991 | Suntory Japan Open, Tokyo                  | Tier IV   | 150 000 $ | Dur (ext.)      | Sabine Appelmans | 2-6, 6-2, 6-1 | Parcours |
| 8  | 15-06-1992 | Pilkington Glass Championships, Eastbourne | Tier II   | 350 000 $ | Gazon (ext.)    | Linda Wild       | 6-4, 6-4      | Parcours |
| 9  | 07-06-1993 | DFS Classic, Birmingham                    | Tier III  | 150 000 $ | Gazon (ext.)    | Zina Garrison    | 6-4, 2-6, 6-3 | Parcours |
| 10 | 06-06-1994 | DFS Classic, Birmingham                    | Tier III  | 150 000 $ | Gazon (ext.)    | Zina Garrison    | 6-2, 6-2      | Parcours |

### Finales en simple dames
| No | Date       | Nom et lieu du tournoi                             | Catégorie | Dotation  | Surface         | Vainqueure          | Score         |          |
| -- | ---------- | -------------------------------------------------- | --------- | --------- | --------------- | ------------------- | ------------- | -------- |
| 1  | 24-02-1986 | Virginia Slims of Oklahoma, Oklahoma City          |           | 75 000 $  | Moquette (int.) | Marcella Mesker     | 6-4, 4-6, 6-3 | Parcours |
| 2  | 14-07-1986 | Virginia Slims of Newport, Newport (RI)            |           | 150 000 $ | Gazon (ext.)    | Pam Shriver         | 6-4, 6-2      | Parcours |
| 3  | 09-02-1987 | Virginia Slims of Oklahoma, Oklahoma City          |           | 75 000 $  | Dur (int.)      | Elizabeth Smylie    | 4-6, 6-3, 7-5 | Parcours |
| 4  | 23-03-1987 | US Indoors, Piscataway                             |           | 150 000 $ | Moquette (int.) | Helena Suková       | 6-0, 6-3      | Parcours |
| 5  | 28-09-1987 | Virginia Slims of New Orleans, La Nouvelle-Orléans |           | 150 000 $ | Moquette (int.) | Chris Evert         | 6-3, 7-5      | Parcours |
| 6  | 16-05-1988 | European Open, Genève                              | Tier V    | 100 000 $ | Terre (ext.)    | Barbara Paulus      | 6-4, 5-7, 6-1 | Parcours |
| 7  | 30-01-1989 | Toray Pan Pacific Open, Tokyo                      | Tier III  | 250 000 $ | Moquette (int.) | Martina Navrátilová | 6-7, 6-3, 7-6 | Parcours |
| 8  | 22-07-1991 | Westchester Cup, Westchester                       | Tier V    | 100 000 $ | Dur (ext.)      | Isabelle Demongeot  | 6-4, 6-4      | Parcours |
| 9  | 17-02-1992 | Virginia Slims of Oklahoma, Oklahoma City          | Tier IV   | 150 000 $ | Dur (int.)      | Zina Garrison       | 7-5, 3-6, 7-6 | Parcours |
| 10 | 12-06-1995 | DFS Classic, Birmingham                            | Tier III  | 161 250 $ | Gazon (ext.)    | Zina Garrison       | 6-3, 6-3      | Parcours |
| 11 | 06-11-1995 | Advanta Championships, Philadelphie                | Tier I    | 806 250 $ | Moquette (int.) | Steffi Graf         | 6-1, 4-6, 6-3 | Parcours |

### Titres en double dames
| No | Date       | Nom et lieu du tournoi                            | Catégorie | Dotation  | Surface         | Partenaire          | Finalistes                             | Score          |          |
| -- | ---------- | ------------------------------------------------- | --------- | --------- | --------------- | ------------------- | -------------------------------------- | -------------- | -------- |
| 1  | 26-09-1983 | Ginny of Bakersfield Bakersfield                  |           | 50 000 $  | Dur (ext.)      | Kylie Copeland      | Ann Henricksson Pat Medrado            | 6-4, 6-3       | Parcours |
| 2  | 21-10-1985 | Pretty Polly Classic Brighton                     |           | 175 000 $ | Moquette (int.) | Catherine Suire     | Barbara Potter Helena Suková           | 4-6, 7-6, 6-4  | Parcours |
| 3  | 27-10-1986 | Virginia Slims of Indianapolis Indianapolis       |           | 75 000 $  | Dur (ext.)      | Zina Garrison       | Candy Reynolds Anne Smith              | 4-5, ab.       | Parcours |
| 4  | 10-11-1986 | Puerto Rico Open San Juan                         |           | 75 000 $  | Dur (ext.)      | Mercedes Paz        | Gigi Fernández Robin White             | 6-2, 3-6, 6-4  | Parcours |
| 5  | 01-12-1986 | Argentinian Open Buenos Aires                     |           | 50 000 $  | Terre (ext.)    | Mercedes Paz        | Manon Bollegraf Nicole Jagerman        | 6-1, 2-6, 6-1  | Parcours |
| 6  | 23-03-1987 | US Indoors Piscataway                             |           | 150 000 $ | Moquette (int.) | Gigi Fernández      | Betsy Nagelsen Elizabeth Smylie        | 6-1, 6-4       | Parcours |
| 7  | 13-07-1987 | Virginia Slims of Newport Newport (RI)            |           | 150 000 $ | Gazon (ext.)    | Gigi Fernández      | Anne Hobbs Kathy Jordan                | 7-6, 7-5       | Parcours |
| 8  | 17-08-1987 | Downsview Canadian Open Toronto                   |           | 250 000 $ | Dur (ext.)      | Zina Garrison       | Claudia Kohde-Kilsch Helena Suková     | 6-1, 6-2       | Parcours |
| 9  | 24-08-1987 | United Jersey Bank Classic Mahwah                 |           | 150 000 $ | Dur (ext.)      | Gigi Fernández      | Anne Hobbs Elizabeth Smylie            | 6-3, 6-2       | Parcours |
| 10 | 28-09-1987 | Virginia Slims of New Orleans La Nouvelle-Orléans |           | 150 000 $ | Moquette (int.) | Zina Garrison       | Peanut Louie Heather Ludloff           | 6-3, 6-3       | Parcours |
| 11 | 08-02-1988 | Virginia Slims of Dallas Dallas                   | Tier III  | 250 000 $ | Moquette (int.) | Eva Pfaff           | Gigi Fernández Zina Garrison           | 2-6, 6-4, 7-5  | Parcours |
| 12 | 29-02-1988 | US Hard Court Championships San Antonio           | Tier IV   | 200 000 $ | Dur (ext.)      | Helena Suková       | Rosalyn Fairbank Gretchen Rush         | 6-3, 6-7, 6-2  | Parcours |
| 13 | 04-04-1988 | Family Circle Cup Hilton Head                     | Tier II   | 300 000 $ | Terre (ext.)    | Martina Navrátilová | Claudia Kohde-Kilsch Gabriela Sabatini | 6-2, 2-6, 6-3  | Parcours |
| 14 | 25-10-1988 | Brighton International Brighton                   | Tier III  | 250 000 $ | Moquette (int.) | Betsy Nagelsen      | Isabelle Demongeot Nathalie Tauziat    | 7-6, 2-6, 7-6  | Parcours |
| 15 | 07-11-1988 | Virginia Slims of Chicago Chicago                 | Tier III  | 250 000 $ | Moquette (int.) | Betsy Nagelsen      | Larisa Savchenko Natasha Zvereva       | 6-4, 3-6, 6-4  | Parcours |
| 16 | 27-02-1989 | Virginia Slims of Oklahoma Oklahoma City          | Tier V    | 100 000 $ | Dur (int.)      | Betsy Nagelsen      | Elise Burgin Elizabeth Smylie          | Forfait        | Parcours |
| 17 | 22-05-1989 | European Open Genève                              | Tier V    | 100 000 $ | Terre (ext.)    | Katrina Adams       | Larisa Savchenko Natasha Zvereva       | 2-6, 6-3, 6-4  | Parcours |
| 18 | 17-07-1989 | Virginia Slims of Newport Newport (RI)            | Tier IV   | 200 000 $ | Gazon (ext.)    | Gigi Fernández      | Elizabeth Smylie Wendy Turnbull        | 6-3, 6-7, 7-5  | Parcours |
| 19 | 23-10-1989 | Midland Group Championships Brighton              | Tier III  | 250 000 $ | Moquette (int.) | Katrina Adams       | Hana Mandlíková Jana Novotná           | 4-6, 7-6, 6-4  | Parcours |
| 20 | 30-10-1989 | Virginia Slims of Indianapolis Indianapolis       | Tier V    | 100 000 $ | Dur (int.)      | Katrina Adams       | Claudia Porwik Larisa Savchenko        | 6-4, 6-4       | Parcours |
| 21 | 20-05-1991 | Internationaux de Strasbourg Strasbourg           | Tier IV   | 150 000 $ | Terre (ext.)    | Stephanie Rehe      | Manon Bollegraf Mercedes Paz           | 6-7, 6-4, 6-4  | Parcours |
| 22 | 30-09-1991 | Milano Indoor Milan                               | Tier II   | 225 000 $ | Moquette (int.) | Sandy Collins       | Sabine Appelmans Raffaella Reggi       | 7-6, 6-3       | Parcours |
| 23 | 17-02-1992 | Virginia Slims of Oklahoma Oklahoma City          | Tier IV   | 150 000 $ | Dur (int.)      | Nicole Provis       | Katrina Adams Manon Bollegraf          | 3-6, 6-4, 7-6  | Parcours |
| 24 | 08-06-1992 | Dow Classic Birmingham                            | Tier IV   | 150 000 $ | Gazon (ext.)    | Rennae Stubbs       | Sandy Collins Elna Reinach             | 5-7, 6-3, 8-6  | Parcours |
| 25 | 17-08-1992 | Matinee Ltd. - Canadian Open Montréal             | Tier I    | 550 000 $ | Dur (ext.)      | Rennae Stubbs       | Gigi Fernández Natasha Zvereva         | 3-6, 7-5, 7-5  | Parcours |
| 26 | 07-06-1993 | DFS Classic Birmingham                            | Tier III  | 150 000 $ | Gazon (ext.)    | Martina Navrátilová | Pam Shriver Elizabeth Smylie           | 6-3, 6-4       | Parcours |
| 27 | 28-03-1994 | Family Circle Mag. Cup XXII Hilton Head           | Tier I    | 750 000 $ | Terre (ext.)    | Arantxa Sánchez     | Gigi Fernández Natasha Zvereva         | 6-4, 4-1, ab.  | Parcours |
| 28 | 16-05-1994 | Internationaux de Strasbourg Strasbourg           | Tier III  | 150 000 $ | Terre (ext.)    | Rennae Stubbs       | Patricia Tarabini Caroline Vis         | 6-3, 3-6, 6-2  | Parcours |
| 29 | 30-10-1995 | Bank of the West Classic Oakland                  | Tier II   | 430 000 $ | Moquette (int.) | Helena Suková       | Katrina Adams Zina Garrison            | 3-6, 6-4, 6-3  | Parcours |
| 30 | 06-11-1995 | Advanta Championships Philadelphie                | Tier I    | 806 250 $ | Moquette (int.) | Helena Suková       | Meredith McGrath Larisa Neiland        | 4-6, 6-3, 6-4  | Parcours |
| 31 | 26-10-1998 | Challenge Bell Québec                             | Tier III  | 164 250 $ | Moquette (int.) | Kimberly Po         | Chanda Rubin Sandrine Testud           | 6-7, 7-5, 6-4  | Parcours |
| 32 | 19-02-2001 | IGA US Indoors Oklahoma City                      | Tier III  | 170 000 $ | Dur (int.)      | Amanda Coetzer      | Janet Lee Wynne Prakusya               | 6-3, 2-6, 6-0  | Parcours |
| 33 | 10-09-2001 | Brasil Open Bahia                                 | Tier II   | 625 000 $ | Dur (ext.)      | Amanda Coetzer      | Nicole Arendt Patricia Tarabini        | 6-78, 6-2, 6-4 | Parcours |

### Finales en double dames
| No | Date       | Nom et lieu du tournoi                            | Catégorie | Dotation  | Surface         | Vainqueures                          | Partenaire          | Score                                               |          |
| -- | ---------- | ------------------------------------------------- | --------- | --------- | --------------- | ------------------------------------ | ------------------- | --------------------------------------------------- | -------- |
| 1  | 01-04-1985 | Seabrook Seabrook Island                          |           | 75 000 $  | Terre (ext.)    | Svetlana Cherneva Larisa Savchenko   | Elise Burgin        | 6-1, 6-3                                            | Parcours |
| 2  | 24-02-1986 | Virginia Slims of Oklahoma Oklahoma City          |           | 75 000 $  | Moquette (int.) | Marcella Mesker Pascale Paradis      | Catherine Suire     | 2-6, 7-6, 6-1                                       | Parcours |
| 3  | 06-10-1986 | European Indoors Zurich                           |           | 150 000 $ | Moquette (int.) | Steffi Graf Gabriela Sabatini        | Alycia Moulton      | 1-6, 6-4, 6-4                                       | Parcours |
| 4  | 12-01-1987 | Ford Australian Open Melbourne                    | G. Chelem | 695 161 $ | Gazon (ext.)    | Martina Navrátilová Pam Shriver      | Zina Garrison       | 6-1, 6-0                                            | Parcours |
| 5  | 09-02-1987 | Virginia Slims of Oklahoma Oklahoma City          |           | 75 000 $  | Dur (int.)      | Svetlana Cherneva Larisa Savchenko   | Kim Sands           | 6-4, 6-4                                            | Parcours |
| 6  | 23-03-1987 | Virginia Slims of Washington Washington           |           | 150 000 $ | Moquette (int.) | Elise Burgin Pam Shriver             | Zina Garrison       | 6-1, 3-6, 6-4                                       | Parcours |
| 7  | 06-04-1987 | Family Circle Mag. Cup Hilton Head                |           | 300 000 $ | Terre (ext.)    | Mercedes Paz Eva Pfaff               | Zina Garrison       | 7-6, 7-5                                            | Parcours |
| 8  | 20-04-1987 | Virginia Slims of Houston Houston                 |           | 150 000 $ | Terre (ext.)    | Kathy Jordan Martina Navrátilová     | Zina Garrison       | 6-2, 6-4                                            | Parcours |
| 9  | 10-08-1987 | Virginia Slims of Los Angeles Los Angeles         |           | 250 000 $ | Dur (ext.)      | Martina Navrátilová Pam Shriver      | Zina Garrison       | 6-3, 6-4                                            | Parcours |
| 10 | 12-10-1987 | Porsche Tennis Grand Prix Filderstadt             |           | 175 000 $ | Dur (int.)      | Martina Navrátilová Pam Shriver      | Zina Garrison       | 6-1, 6-2                                            | Parcours |
| 11 | 09-11-1987 | Virginia Slims of Chicago Chicago                 |           | 150 000 $ | Moquette (int.) | Claudia Kohde-Kilsch Helena Suková   | Zina Garrison       | 6-4, 6-3                                            | Parcours |
| 12 | 18-04-1988 | Virginia Slims of Houston Houston                 | Tier III  | 250 000 $ | Terre (ext.)    | Katrina Adams Zina Garrison          | Martina Navrátilová | 6-7, 6-2, 6-4                                       | Parcours |
| 13 | 11-07-1988 | Virginia Slims of Newport Newport (RI)            | Tier IV   | 200 000 $ | Gazon (ext.)    | Rosalyn Fairbank Barbara Potter      | Gigi Fernández      | 6-4, 6-3                                            | Parcours |
| 14 | 03-10-1988 | Virginia Slims of New Orleans La Nouvelle-Orléans | Tier III  | 250 000 $ | Dur (ext.)      | Beth Herr Candy Reynolds             | Betsy Nagelsen      | 6-4, 6-4                                            | Parcours |
| 15 | 28-11-1988 | Southern Cross Classic Adélaïde                   | Tier V    | 100 000 $ | Dur (ext.)      | Sylvia Hanika Claudia Kohde-Kilsch   | Jana Novotná        | 7-5, 6-7, 6-4                                       | Parcours |
| 16 | 20-03-1989 | Lipton International Championships Miami          | Tier I    | 750 000 $ | Dur (ext.)      | Jana Novotná Helena Suková           | Gigi Fernández      | 7-6, 6-4                                            | Parcours |
| 17 | 24-04-1989 | Virginia Slims of Houston Houston                 | Tier III  | 250 000 $ | Terre (ext.)    | Katrina Adams Zina Garrison          | Gigi Fernández      | 6-3, 6-4                                            | Parcours |
| 18 | 11-02-1991 | Colorado Classic Aurora                           | Tier V    | 100 000 $ | Dur (int.)      | Lise Gregory Gretchen Rush           | Patty Fendick       | 6-4, 6-4                                            | Parcours |
| 19 | 22-07-1991 | Westchester Cup Westchester                       | Tier V    | 100 000 $ | Dur (ext.)      | Rosalyn Fairbank Lise Gregory        | Katrina Adams       | 7-5, 6-4                                            | Parcours |
| 20 | 07-10-1991 | European Indoors Zurich                           | Tier II   | 350 000 $ | Moquette (int.) | Jana Novotná Andrea Strnadová        | Zina Garrison       | 6-4, 6-3                                            | Parcours |
| 21 | 22-10-1991 | Midland Bank Championships Brighton               | Tier II   | 350 000 $ | Moquette (int.) | Pam Shriver Natasha Zvereva          | Zina Garrison       | 6-1, 6-2                                            | Parcours |
| 22 | 18-05-1992 | Internationaux de Strasbourg Strasbourg           | Tier IV   | 150 000 $ | Terre (ext.)    | Patty Fendick Andrea Strnadová       | Mercedes Paz        | 6-3, 6-4                                            | Parcours |
| 23 | 11-01-1993 | Peters NSW Open Sydney                            | Tier II   | 275 000 $ | Dur (ext.)      | Pam Shriver Elizabeth Smylie         | Rennae Stubbs       | 7-6, 6-2                                            | Parcours |
| 24 | 01-02-1993 | Toray Pan Pacific Open Tokyo                      | Tier I    | 750 000 $ | Moquette (int.) | Martina Navrátilová Helena Suková    | Rennae Stubbs       | 6-4, 6-3                                            | Parcours |
| 25 | 06-03-1995 | Winter Championships Delray Beach                 | Tier II   | 430 000 $ | Dur (ext.)      | Mary Joe Fernández Jana Novotná      | Larisa Neiland      | 6-4, 6-0                                            | Parcours |
| 26 | 16-10-1995 | Brighton International Brighton                   | Tier II   | 430 000 $ | Moquette (int.) | Meredith McGrath Larisa Neiland      | Helena Suková       | 7-5, 6-1                                            | Parcours |
| 27 | 08-01-1996 | Peters Invitational Sydney                        | Tier II   | 342 500 $ | Dur (ext.)      | Lindsay Davenport Mary Joe Fernández | Helena Suková       | 6-3, 6-3                                            | Parcours |
| 28 | 19-02-1996 | Faber Grand Prix Essen                            | Tier II   | 450 000 $ | Moquette (int.) | Meredith McGrath Larisa Neiland      | Helena Suková       | 3-6, 6-3, 6-2                                       | Parcours |
| 29 | 10-06-1996 | DFS Classic Birmingham                            | Tier III  | 164 250 $ | Gazon (ext.)    | Elizabeth Smylie Linda Wild          | Nathalie Tauziat    | 6-3, 3-6, 6-1                                       | Parcours |
| 30 | 11-11-1996 | Advanta Championships Philadelphie                | Tier II   | 450 000 $ | Moquette (int.) | Lisa Raymond Rennae Stubbs           | Nicole Arendt       | 6-4, 3-6, 6-3                                       | Parcours |
| 31 | 16-06-1997 | Direct Line Int’l Championships Eastbourne        | Tier II   | 450 000 $ | Gazon (ext.)    | Aucune -                             | Helena Suková       | finale annulée face à Nicole Arendt-Manon Bollegraf | Parcours |
| 32 | 21-05-2001 | Internationaux de Strasbourg Strasbourg           | Tier III  | 170 000 $ | Terre (ext.)    | Silvia Farina Iroda Tulyaganova      | Amanda Coetzer      | 6-1, 7-60                                           | Parcours |

### Titre en double mixte
| No | Date       | Nom et lieu du tournoi | Catégorie | Dotation    | Surface      | Partenaire   | Finalistes                      | Score    |          |
| -- | ---------- | ---------------------- | --------- | ----------- | ------------ | ------------ | ------------------------------- | -------- | -------- |
| 1  | 23-05-1988 | Roland-Garros Paris    | G. Chelem | 1 488 000 $ | Terre (ext.) | Jorge Lozano | Brenda Schultz Michiel Schapers | 7-5, 6-2 | Parcours |

### Finales en double mixte
| No | Date       | Nom et lieu du tournoi      | Catégorie | Dotation    | Surface      | Vainqueures                     | Partenaire       | Score         |          |
| -- | ---------- | --------------------------- | --------- | ----------- | ------------ | ------------------------------- | ---------------- | ------------- | -------- |
| 1  | 25-05-1987 | Roland-Garros Paris         | G. Chelem | 1 085 000 $ | Terre (ext.) | Pam Shriver Emilio Sánchez      | Sherwood Stewart | 6-3, 7-65     | Parcours |
| 2  | 25-05-1992 | Roland-Garros Paris         | G. Chelem | 3 277 836 $ | Terre (ext.) | Arantxa Sánchez Todd Woodbridge | Bryan Shelton    | 6-2, 6-3      | Parcours |
| 3  | 20-06-1994 | The Championships Wimbledon | G. Chelem | 3 361 848 $ | Gazon (ext.) | Helena Suková Todd Woodbridge   | T.J. Middleton   | 3-6, 7-5, 6-3 | Parcours |

## Parcours en Grand Chelem

### En simple dames
| Année | Open d'Australie (janvier) | Open d'Australie (janvier) | Internationaux de France | Internationaux de France | Wimbledon       | Wimbledon             | US Open                                                    | US Open           | Open d'Australie (décembre)                   | Open d'Australie (décembre) |
| ----- | -------------------------- | -------------------------- | ------------------------ | ------------------------ | --------------- | --------------------- | ---------------------------------------------------------- | ----------------- | --------------------------------------------- | --------------------------- |
| 1981  | n/a                        | n/a                        | -                        | -                        | -               | -                     | Q2 \|\| style="text-align:left" \| Jill Davis              | -                 | -                                             |                             |
|       |                            |                            |                          |                          |                 |                       |                                                            |                   |                                               |                             |
| 1983  | n/a                        | n/a                        | -                        | -                        | -               | -                     | Q3 \|\| style="text-align:left" \| Marie-Christine Calleja | 2e tour (1/16)    | Claudia Kohde-Kilsch                          |                             |
| 1984  | n/a                        | n/a                        | 2e tour (1/32)           | Catherine Tanvier        | 1er tour (1/64) | Christiane Jolissaint | 4e tour (1/8)                                              | Hana Mandlíková   | Q1 \|\| style="text-align:left" \| Sara Gomer |                             |
| 1985  | n/a                        | n/a                        | 2e tour (1/32)           | Bettina Bunge            | 1er tour (1/64) | Bettina Bunge         | 1er tour (1/64)                                            | Caroline Kuhlman  | 1er tour (1/32)                               | Robin White                 |
| 1986  | n/a                        | n/a                        | 1er tour (1/64)          | Claudia Kohde-Kilsch     | 1/4 de finale   | Hana Mandlíková       | 1er tour (1/64)                                            | Elizabeth Smylie  | n/a                                           | n/a                         |
| 1987  | 1/4 de finale              | Hana Mandlíková            | 1er tour (1/64)          | Lisa Bonder              | 2e tour (1/32)  | Natasha Zvereva       | 1/2 finale                                                 | Steffi Graf       | n/a                                           | n/a                         |
| 1988  | 4e tour (1/8)              | Hana Mandlíková            | 3e tour (1/16)           | Conchita Martínez        | 3e tour (1/16)  | Rosalyn Fairbank      | 3e tour (1/16)                                             | Judith Wiesner    | n/a                                           | n/a                         |
| 1989  | 1er tour (1/64)            | Yukie Koizumi              | 2e tour (1/32)           | Manon Bollegraf          | 4e tour (1/8)   | Arantxa Sánchez       | 1er tour (1/64)                                            | Elise Burgin      | n/a                                           | n/a                         |
| 1990  | 1er tour (1/64)            | Katerina Maleeva           | 1er tour (1/64)          | Laura Arraya             | 3e tour (1/16)  | Nathalie Herreman     | 2e tour (1/32)                                             | Barbara Paulus    | n/a                                           | n/a                         |
| 1991  | 3e tour (1/16)             | Arantxa Sánchez            | 1er tour (1/64)          | Arantxa Sánchez          | 3e tour (1/16)  | Arantxa Sánchez       | 2e tour (1/32)                                             | Mary Pierce       | n/a                                           | n/a                         |
| 1992  | 1er tour (1/64)            | Sandrine Testud            | 3e tour (1/16)           | Monica Seles             | 3e tour (1/16)  | Natasha Zvereva       | 3e tour (1/16)                                             | Helena Suková     | n/a                                           | n/a                         |
| 1993  | 2e tour (1/32)             | Nicole Provis              | 2e tour (1/32)           | Anke Huber               | 2e tour (1/32)  | Magdalena Maleeva     | 2e tour (1/32)                                             | Gigi Fernández    | n/a                                           | n/a                         |
| 1994  | -                          | -                          | 3e tour (1/16)           | Mary Pierce              | 1/2 finale      | Conchita Martínez     | 1er tour (1/64)                                            | Anna Smashnova    | n/a                                           | n/a                         |
| 1995  | 3e tour (1/16)             | Angélica Gavaldón          | 1er tour (1/64)          | Petra Begerow            | 1er tour (1/64) | Naoko Sawamatsu       | 2e tour (1/32)                                             | Elena Makarova    | n/a                                           | n/a                         |
| 1996  | 2e tour (1/32)             | Iva Majoli                 | -                        | -                        | 3e tour (1/16)  | Conchita Martínez     | 1er tour (1/64)                                            | Lisa Raymond      | n/a                                           | n/a                         |
| 1997  | 1er tour (1/64)            | Annabel Ellwood            | 1er tour (1/64)          | Mary Joe Fernández       | 1er tour (1/64) | Wang Shi-Ting         | 1er tour (1/64)                                            | Lindsay Davenport | n/a                                           | n/a                         |
| 1998  | -                          | -                          | 1er tour (1/64)          | Chanda Rubin             | 3e tour (1/16)  | Sandrine Testud       | 2e tour (1/32)                                             | Lindsay Davenport | n/a                                           | n/a                         |

À droite du résultat, l’ultime adversaire.

### En double dames
| Année | Open d'Australie (janvier)    | Open d'Australie (janvier) | Internationaux de France      | Internationaux de France   | Wimbledon                     | Wimbledon                     | US Open                       | US Open                    | Open d'Australie (décembre) | Open d'Australie (décembre) |
| ----- | ----------------------------- | -------------------------- | ----------------------------- | -------------------------- | ----------------------------- | ----------------------------- | ----------------------------- | -------------------------- | --------------------------- | --------------------------- |
| 1983  | n/a                           | n/a                        | -                             | -                          | -                             | -                             | -                             | -                          | 2e tour (1/8) Zina Garrison | Anne Hobbs W. Turnbull      |
| 1984  | n/a                           | n/a                        | 1er tour (1/32) Zina Garrison | Paula Smith Wendy White    | 2e tour (1/16) Zina Garrison  | Lisa Bonder S. Mascarin       | 2e tour (1/16) C. Copeland    | C. Jolissaint M. Mesker    | 1er tour (1/16) Ilana Kloss | Chris Evert W. Turnbull     |
| 1985  | n/a                           | n/a                        | 2e tour (1/16) Kim Sands      | B. Nagelsen Anne White     | 1er tour (1/32) Kim Sands     | S. Cherneva L. Savchenko      | 3e tour (1/8) Kim Sands       | Kohde-Kilsch Helena Suková | 1er tour (1/16) C. Suire    | H. Mandlíková W. Turnbull   |
| 1986  | n/a                           | n/a                        | 1er tour (1/32) C. Suire      | Mima Jaušovec I. Kuczyńska | 1er tour (1/32) C. Suire      | A. M. Fernández J. Richardson | 3e tour (1/8) C. Suire        | H. Mandlíková W. Turnbull  | n/a                         | n/a                         |
| 1987  | Finale Zina Garrison          | Navrátilová Pam Shriver    | 1/4 de finale G. Fernández    | Kohde-Kilsch Helena Suková | 1/2 finale Robin White        | B. Nagelsen E. Smylie         | 1/4 de finale Zina Garrison   | Steffi Graf G. Sabatini    | n/a                         | n/a                         |
| 1988  | -                             | -                          | 3e tour (1/8) B. Nagelsen     | N. Herreman P. Paradis     | 1/4 de finale B. Nagelsen     | Katrina Adams Zina Garrison   | 1/4 de finale B. Nagelsen     | G. Fernández Robin White   | n/a                         | n/a                         |
| 1989  | 1/4 de finale Elise Burgin    | Jana Novotná Helena Suková | 2e tour (1/16) G. Fernández   | B. Schultz A. Temesvári    | 1/4 de finale G. Fernández    | Jana Novotná Helena Suková    | 1er tour (1/32) Jill Smoller  | Lise Gregory Gretchen Rush | n/a                         | n/a                         |
| 1990  | 3e tour (1/8) Katrina Adams   | C. MacGregor               | 3e tour (1/8) Katrina Adams   | N. Tauziat J. Wiesner      | 3e tour (1/8) Katrina Adams   | L. Neiland N. Zvereva         | 1/4 de finale Steffi Graf     | Kathy Jordan E. Smylie     | n/a                         | n/a                         |
| 1991  | 3e tour (1/8) M. Maleeva      | Patty Fendick MJ Fernández | 1er tour (1/32) S. Rehe       | Kathy Jordan M. McGrath    | 1/4 de finale Kathy Jordan    | MJ Fernández Zina Garrison    | 3e tour (1/8) Patty Fendick   | Pam Shriver N. Zvereva     | n/a                         | n/a                         |
| 1992  | 3e tour (1/8) Nicole Provis   | S. Rehe B. Schultz         | 1/4 de finale Nicole Provis   | C. Martínez A. Sánchez     | 1/4 de finale Rennae Stubbs   | G. Fernández N. Zvereva       | 1/4 de finale Rennae Stubbs   | G. Fernández N. Zvereva    | n/a                         | n/a                         |
| 1993  | 1/4 de finale Rennae Stubbs   | G. Fernández N. Zvereva    | 1/4 de finale Rennae Stubbs   | S. Cecchini P. Tarabini    | 1/4 de finale Rennae Stubbs   | MJ Fernández Zina Garrison    | 1/4 de finale Rennae Stubbs   | A. Coetzer Gorrochategui   | n/a                         | n/a                         |
| 1994  | -                             | -                          | 3e tour (1/8) Rennae Stubbs   | L. Davenport Lisa Raymond  | 3e tour (1/8) Rennae Stubbs   | Jana Novotná A. Sánchez       | -                             | -                          | n/a                         | n/a                         |
| 1995  | 1/4 de finale Helena Suková   | Jana Novotná A. Sánchez    | 1er tour (1/32) Helena Suková | Jana Novotná A. Sánchez    | 1/4 de finale Helena Suková   | M. McGrath L. Neiland         | 1/2 finale Helena Suková      | G. Fernández N. Zvereva    | n/a                         | n/a                         |
| 1996  | 1er tour (1/32) Helena Suková | Nana Miyagi S. Reece       | -                             | -                          | 2e tour (1/16) N. Tauziat     | R. Fairbank Pam Shriver       | 1/2 finale G. Sabatini        | G. Fernández N. Zvereva    | n/a                         | n/a                         |
| 1997  | 3e tour (1/8) Linda Wild      | N. Kijimuta Nana Miyagi    | 2e tour (1/16) Katrina Adams  | Mercedes Paz Rene Simpson  | 3e tour (1/8) Katrina Adams   | MJ Fernández Lisa Raymond     | 1er tour (1/32) Zina Garrison | L. Davenport Jana Novotná  | n/a                         | n/a                         |
| 1998  | -                             | -                          | 2e tour (1/16) Kimberly Po    | A. Sánchez Helena Suková   | 3e tour (1/8) Chanda Rubin    | M. de Swardt Debbie Graham    | 1er tour (1/32) Kimberly Po   | C. Barclay K. Guse         | n/a                         | n/a                         |
| 1999  | -                             | -                          | -                             | -                          | 1er tour (1/32) Debbie Graham | K. Boogert A. Sidot           | 2e tour (1/16) A. Stevenson   | Nicole Arendt M. Bollegraf | n/a                         | n/a                         |
| 2000  | -                             | -                          | 1er tour (1/32) A. Coetzer    | Cara Black I. Selyutina    | 2e tour (1/16) A. Coetzer     | K. Boogert M. Oremans         | 3e tour (1/8) A. Coetzer      | Chanda Rubin S. Testud     | n/a                         | n/a                         |
| 2001  | -                             | -                          | 1er tour (1/32) A. Coetzer    | D. Hantuchová H. Nagyová   | 3e tour (1/8) A. Coetzer      | Lisa Raymond Rennae Stubbs    | 2e tour (1/16) A. Coetzer     | Dája Bedáňová M. Salerni   | n/a                         | n/a                         |
| 2002  | 1/4 de finale A. Coetzer      | C. Martínez Magüi Serna    | 2e tour (1/16) A. Coetzer     | Rita Grande P. Schnyder    | 2e tour (1/16) A. Coetzer     | L. Montalvo E. Tatarkova      | 1er tour (1/32) A. Coetzer    | A. Augustus J. Russell     | n/a                         | n/a                         |

Sous le résultat, la partenaire ; à droite, l’ultime équipe adverse.

### En double mixte
| Année | Open d'Australie              | Open d'Australie            | Internationaux de France      | Internationaux de France   | Wimbledon                     | Wimbledon                   | US Open                       | US Open                     |
| ----- | ----------------------------- | --------------------------- | ----------------------------- | -------------------------- | ----------------------------- | --------------------------- | ----------------------------- | --------------------------- |
| 1986  | n/a                           | n/a                         | 1er tour (1/32) Stephan Medem | Kathy Jordan Ken Flach     | -                             | -                           | 1er tour (1/16) Charles Cox   | Navrátilová Peter Fleming   |
| 1987  | 1/4 de finale Tim Pawsat      | Navrátilová Paul Annacone   | Finale S. Stewart             | Pam Shriver E. Sánchez     | 1er tour (1/32) Todd Nelson   | Anne White Gary Muller      | 2e tour (1/8) Dan Goldie      | B. Nagelsen Paul Annacone   |
| 1988  | 1er tour (1/16) Guy Forget    | J. Thompson D. Macpherson   | Victoire Jorge Lozano         | B. Schultz M. Schapers     | 1/4 de finale M. Freeman      | Patty Fendick Rick Leach    | 1er tour (1/16) Jorge Lozano  | Tracy Austin Ken Flach      |
| 1989  | -                             | -                           | 1er tour (1/32) M. De Palmer  | P. Tarabini Gustavo Luza   | 1/2 finale Robert Seguso      | Jana Novotná Jim Pugh       | -                             | -                           |
| 1990  | 1er tour (1/16) Tim Pawsat    | C. Porwik Michael Stich     | 1er tour (1/32) Robert Seguso | Tine Scheuer M. Mortensen  | 3e tour (1/8) Robert Seguso   | Jana Novotná Jim Pugh       | 1er tour (1/16) Robert Seguso | Peanut Louie C. Beckman     |
| 1991  | 1er tour (1/16) Nduka Odizor  | Kathy Jordan Bryan Shelton  | 1er tour (1/32) Roger Smith   | Elna Reinach Byron Talbot  | 1er tour (1/32) Bryan Shelton | Helena Suková Cyril Suk     | 1er tour (1/16) Bryan Shelton | Katrina Adams Shelby Cannon |
| 1992  | 1er tour (1/16) Paul Annacone | Nicole Provis M. Woodforde  | Finale Bryan Shelton          | A. Sánchez T. Woodbridge   | 1/2 finale Bryan Shelton      | L. Neiland Cyril Suk        | 1/4 de finale Bryan Shelton   | Nicole Provis M. Woodforde  |
| 1993  | -                             | -                           | 2e tour (1/16) Bryan Shelton  | E. Smylie J. Fitzgerald    | 2e tour (1/16) Bryan Shelton  | M. Bollegraf Tom Nijssen    | 1er tour (1/16) Ken Flach     | A. Coetzer Stefan Kruger    |
| 1994  | -                             | -                           | 3e tour (1/8) Jorge Lozano    | M. McGrath S. Melville     | Finale T. Middleton           | Helena Suková T. Woodbridge | -                             | -                           |
| 1995  | 1/4 de finale J. Sánchez      | Helena Suková T. Woodbridge | 2e tour (1/16) Jorge Lozano   | E. Maniokova A. Olhovskiy  | 3e tour (1/8) T. Middleton    | Clare Wood Mark Petchey     | 1er tour (1/16) Mark Keil     | K. Boogert Menno Oosting    |
| 1996  | 2e tour (1/8) Mark Keil       | Julie Halard M. Tebbutt     | -                             | -                          | 3e tour (1/8) Mark Keil       | L. Davenport Grant Connell  | 1er tour (1/16) Mark Keil     | Laura Golarsa A. Florent    |
| 1997  | 1/2 finale Brian MacPhie      | M. Bollegraf Rick Leach     | 2e tour (1/16) T. Middleton   | Rita Grande Libor Pimek    | 3e tour (1/8) T. Middleton    | L. Davenport Grant Connell  | 1er tour (1/16) T. Middleton  | Likhovtseva Jeff Tarango    |
| 1998  | -                             | -                           | 1/4 de finale Joshua Eagle    | R. McQuillan D. Macpherson | 2e tour (1/16) T. Middleton   | K. Radford Sandon Stolle    | -                             | -                           |
| 1999  | -                             | -                           | -                             | -                          | 1er tour (1/32) T. Middleton  | L. Davenport T. Woodbridge  | -                             | -                           |
| 2000  | -                             | -                           | -                             | -                          | 2e tour (1/16) Sandon Stolle  | A. Coetzer Rick Leach       | 1er tour (1/16) James Blake   | J. Husárová Jiří Novák      |
| 2001  | -                             | -                           | -                             | -                          | 2e tour (1/16) G. Stafford    | Nicole Arendt Mark Knowles  | -                             | -                           |
| 2002  | 1er tour (1/16) Brian MacPhie | Likhovtseva M. Bhupathi     | -                             | -                          | -                             | -                           | -                             | -                           |

Sous le résultat, le partenaire ; à droite, l’ultime équipe adverse.

## Parcours aux Masters

### En simple dames
| # | Date       | Nom de l'édition                      | ($)       | Surface         | Résultat       | Ultime adversaire   | Score         |          |
| - | ---------- | ------------------------------------- | --------- | --------------- | -------------- | ------------------- | ------------- | -------- |
| 1 | 17/11/1986 | Virginia Slims Championships New York | 500 000   | Moquette (int.) | 1er tour (1/8) | Steffi Graf         | 7-5, 4-6, 6-2 | Parcours |
| 2 | 16/11/1987 | Virginia Slims Championships New York | 500 000   | Moquette (int.) | 1er tour (1/8) | Helena Suková       | 2-6, 7-5, 6-2 | Parcours |
| 3 | 14/11/1988 | Virginia Slims Championships New York | 1 000 000 | Moquette (int.) | 1er tour (1/8) | Manuela Maleeva     | 6-1, 6-0      | Parcours |
| 4 | 18/11/1991 | Virginia Slims Championships New York | 3 000 000 | Moquette (int.) | 1er tour (1/8) | Martina Navrátilová | 6-4, 7-5      | Parcours |
| 5 | 16/11/1992 | Virginia Slims Championships New York | 3 000 000 | Moquette (int.) | 1/2 finale     | Martina Navrátilová | 7-6, 6-4      | Parcours |

### En double dames
| # | Date       | Nom de l'édition                      | ($)       | Surface         | Résultat      | Partenaire     | Ultimes adversaires             | Score         |          |
| - | ---------- | ------------------------------------- | --------- | --------------- | ------------- | -------------- | ------------------------------- | ------------- | -------- |
| 1 | 16/11/1987 | Virginia Slims Championships New York | 500 000   | Moquette (int.) | 1/4 de finale | Zina Garrison  | Elise Burgin Rosalyn Fairbank   | 2-6, 6-2, 6-1 | Parcours |
| 2 | 14/11/1988 | Virginia Slims Championships New York | 1 000 000 | Moquette (int.) | 1/4 de finale | Betsy Nagelsen | Martina Navrátilová Pam Shriver | 6-3, 6-1      | Parcours |
| 3 | 12/11/1990 | Virginia Slims Championships New York | 3 000 000 | Moquette (int.) | 1/2 finale    | Katrina Adams  | Kathy Jordan Elizabeth Smylie   | 6-1, 6-4      | Parcours |
| 4 | 16/11/1992 | Virginia Slims Championships New York | 3 000 000 | Moquette (int.) | 1/4 de finale | Rennae Stubbs  | Gigi Fernández Natasha Zvereva  | 6-4, 4-6, 6-4 | Parcours |
| 5 | 15/11/1993 | Virginia Slims Championships New York | 3 708 500 | Moquette (int.) | 1/4 de finale | Rennae Stubbs  | Larisa Neiland Jana Novotná     | 6-4, 3-6, 6-2 | Parcours |
| 6 | 13/11/1995 | WTA Tour Championships New York       | 2 000 000 | Moquette (int.) | 1/4 de finale | Helena Suková  | Nicole Arendt Manon Bollegraf   | 7-6, 6-2      | Parcours |
| 7 | 29/10/2001 | Sanex Championships Munich            | 3 000 000 | Dur (int.)      | 1/4 de finale | Amanda Coetzer | Kimberly Po Nathalie Tauziat    | 1-6, 6-3, 6-4 | Parcours |

## Parcours en Coupe de la Fédération
| #                                                                       | Date       | Lieu      | Surface                    | Gagnante(s)                        | Perdante(s)          | Score          |          |
|                                                                         |            |           |                            |                                    |                      |                |          |
| 1988 - 1er tour (groupe mondial) - Suisse - États-Unis - 0 : 3          |            |           |                            |                                    |                      |                |          |
| 1                                                                       | 05/12/1988 | Melbourne |                            | Lori McNeil                        | Sandrine Jaquet      | 6-0, 6-1       | Parcours |
|                                                                         |            |           |                            |                                    |                      |                |          |
| 1988 - 2e tour (groupe mondial) - Suède - États-Unis - 2 : 1            |            |           |                            |                                    |                      |                |          |
| 2                                                                       | 05/12/1988 | Melbourne |                            | Catarina Lindqvist                 | Lori McNeil          | 6-4, 7-5       | Parcours |
| 2                                                                       | 05/12/1988 | Melbourne | Gigi Fernández Lori McNeil | Catarina Lindqvist Maria Lindström | 7-5, 6-1             |                | Parcours |
|                                                                         |            |           |                            |                                    |                      |                |          |
| 1992 - 1er tour (groupe mondial) - Grande-Bretagne - États-Unis - 0 : 3 |            |           |                            |                                    |                      |                |          |
| 3                                                                       | 13/07/1992 | Francfort | Terre (ext.)               | Lori McNeil                        | Jo Durie             | 7-5, 6-3       | Parcours |
|                                                                         |            |           |                            |                                    |                      |                |          |
| 1992 - 2e tour (groupe mondial) - Danemark - États-Unis - 0 : 3         |            |           |                            |                                    |                      |                |          |
| 4                                                                       | 15/07/1992 | Francfort | Terre (ext.)               | Lori McNeil                        | Sofie Albinus        | 7-5, 6-0       | Parcours |
|                                                                         |            |           |                            |                                    |                      |                |          |
| 1992 - 1/4 de finale (groupe mondial) - France - États-Unis - 1 : 2     |            |           |                            |                                    |                      |                |          |
| 5                                                                       | 16/07/1992 | Francfort | Terre (ext.)               | Nathalie Tauziat                   | Lori McNeil          | 6-4, 7-5       | Parcours |
|                                                                         |            |           |                            |                                    |                      |                |          |
| 1992 - 1/2 finale (groupe mondial) - Allemagne - États-Unis - 2 : 1     |            |           |                            |                                    |                      |                |          |
| 6                                                                       | 18/07/1992 | Francfort | Terre (ext.)               | Steffi Graf                        | Lori McNeil          | 6-0, 6-3       | Parcours |
|                                                                         |            |           |                            |                                    |                      |                |          |
| 1993 - 1er tour (groupe mondial) - États-Unis - Suisse - 3 : 0          |            |           |                            |                                    |                      |                |          |
| 7                                                                       | 20/07/1993 | Francfort | Terre (ext.)               | Lori McNeil                        | Emanuela Zardo       | 1-6, 6-3, 6-3  | Parcours |
|                                                                         |            |           |                            |                                    |                      |                |          |
| 1993 - 2e tour (groupe mondial) - États-Unis - Chine - 2 : 1            |            |           |                            |                                    |                      |                |          |
| 8                                                                       | 21/07/1993 | Francfort | Terre (ext.)               | Li Fang                            | Lori McNeil          | 2-6, 7-66, 6-0 | Parcours |
| 8                                                                       | 21/07/1993 | Francfort | Terre (ext.)               | Lindsay Davenport Lori McNeil      | Chen Li Ling Li Fang | 6-3, 6-0       | Parcours |
|                                                                         |            |           |                            |                                    |                      |                |          |
| 1993 - 1/4 de finale (groupe mondial) - États-Unis - Argentine - 1 : 2  |            |           |                            |                                    |                      |                |          |
| 9                                                                       | 22/07/1993 | Francfort | Terre (ext.)               | Florencia Labat                    | Lori McNeil          | 5-7, 6-3, 6-0  | Parcours |

## Classements WTA en fin de saison

### En simple
| Année | 1983 | 1984 | 1985 | 1986 | 1987 | 1988 | 1989 | 1990 | 1991 | 1992 | 1993 | 1994 | 1995 | 1996 | 1997 | 1998 | 1999 |
| Rang  | 144  | 97   | 93   | 14   | 11   | 13   | 36   | 52   | 19   | 15   | 25   | 17   | 34   | 83   | 305  | 91   | 890  |

Source : (en) « Classements de Lori McNeil », sur le site officiel du WTA Tour

### En double
| Année | 1986 | 1987 | 1988 | 1989 | 1990 | 1991 | 1992 | 1993 | 1994 | 1995 | 1996 | 1997 | 1998 | 1999 | 2000 | 2001 | 2002 |
| Rang  | 28   | 4    | 10   | 16   | 22   | 19   | 14   | 12   | 15   | 15   | 13   | 37   | 50   | 95   | -    | 29   | 89   |

Source : (en) « Classements de Lori McNeil », sur le site officiel du WTA Tour